# Почётный гражданин Великого Новгорода
Почётный гражданин Великого Новгорода — звание, присваиваемое жителям городского округа Великий Новгород, иным гражданам Российской Федерации и гражданам других государств, а также лицам без гражданства за высокие достижения в трудовой или общественной деятельности, принесшей значительную пользу городу или позволившей существенным образом улучшить условия жизни новгородцев. Звание «Почётный гражданин Великого Новгорода» присваивается решением Думы Великого Новгорода, принимаемым тайным голосованием большинством голосов присутствующих на заседании Думы Великого Новгорода депутатов. Квота на присвоение звания «Почётный гражданин Великого Новгорода» устанавливается в количестве не более двух человек в год. Для увековечивания памяти на фасаде здания, связанного с жизнью и(или) деятельностью Почётного гражданина Великого Новгорода, после его смерти устанавливается мемориальная доска.

## История
Почётный гражданин города — звание, которое органы городского самоуправления (городские думы, городские управы) получили право присваивать со второй половины XIX века в качестве награды (поощрения) и символизировало «исключительную форму выражения признательности и благодарности (…) общества за деятельность на пользу города, а также дань уважения к людям, имеющим особые заслуги перед Отечеством». Категория людей, удостоенных этого звания сословием не являлась.
Среди удостоенных звания Почётного гражданина Новгорода в дореволюционный период были:
- Журавлёв, Яков Иванович — купец 2-й гильдии, городской голова города Новгорода. Звание присвоено в августе 1873 году за управление городским хозяйством и личный вклад в развитие города;
- Сметанин, Григорий Максимович — потомственный почётный гражданин, городской голова города Новгорода. Звание присвоено в ноябре 1899 года «в благодарность за понесенные им труды по городскому управлению и главным образом по устройству водопровода и городской скотобойни».

Звание было упразднено декретом ВЦИК и СНК от 10 декабря 1917 года и возрождено в советский период в 1967 году в ознаменование 50-летия Октябрьской революции. Звание «Почётный гражданин города Новгорода» учреждено на V сессии XIII созыва Новгородского городского Совета депутатов трудящихся 27 января 1972 года «в целях поощрения граждан за особые заслуги перед городом». Первый знак за заслуги перед Новгородом был вручён освободителю города — генерал-полковнику, командующему 59-й армии Ивану Терентьевичу Коровникову.
28 мая 1998 года в связи с восстановлением исторического названия города решением Новгородской городской Думы № 400 утверждено звание «Почётный гражданин Великого Новгорода».
В истории звания были два случая его лишения, так 26 февраля 2015 года Решением Думы лишены звания «Почётный гражданин Великого Новгорода» экс-генеральный директор «Новгородский завод стекловолокна» Тельман Мхитарян (звание было присвоено в 2002 году) и экс-генеральный директор машиностроительной корпорации «Сплав» Владимир Фёдоров (звание было присвоено в 2003 году), осужденных за вымогательство и мошенничество.

## Статут
Звание «Почётный гражданин Великого Новгорода» является высшим знаком признательности Великого Новгорода лицам, внесшим выдающийся вклад в:
- развитие городского хозяйства, укрепление производственного, научного потенциала Великого Новгорода;
- градостроительство и улучшение архитектурного облика Великого Новгорода;
- изучение истории и культуры Великого Новгорода, реставрацию и восстановление его исторических, культурных памятников;
- создание произведений искусства о Великом Новгороде;
- образование, охрану здоровья, жизни и прав жителей Великого Новгорода;
- развитие связей Великого Новгорода с муниципальными образованиями Российской Федерации и городами других стран;
- обеспечение общественной безопасности и сохранности расположенного в Великом Новгороде имущества;
- предотвращение и ликвидацию последствий чрезвычайных ситуаций природного и техногенного характера;
- подвижничество и благотворительность.

Лицу, удостоенному звания, вручается удостоверение, нагрудный знак и подвесной знак на ленте. Портрет лица, удостоенного звания «Почётный гражданин Великого Новгорода», размещается в галерее почётных граждан Великого Новгорода в здании Администрации Великого Новгорода.

## Описание знаков
Повседневный нагрудный знак:
Знак в форме лаврового венка округлых очертаний. В центре, медальон в форме герба Великого Новгорода покрытый белым, чёрным и синим лаками; фон вокруг медальона покрыт аквамариновым лаком; вокруг медальона изогнутая лента с раздвоенными концами и надписью: «ПОЧЕТНЫЙ ГРАЖДАНИН ВЕЛИКОГО НОВГОРОДА».
Нашейный знак для торжественных случаев:
Знак в форме восьмиконечной звезды с серебряными лучами. В центре, круглый медальон с гербом Великого Новгорода покрытый белым, чёрным и синим лаками, на фоне лаврового венка; сверху по канту медальона полукругом надпись: «ПОЧЕТНЫЙ ГРАЖДАНИН», внизу: «ВЕЛИКИЙ НОВГОРОД».
Лента к знаку муаровая белого цвета с продольной синей полосой посередине.

## Список Почётных граждан Великого Новгорода
| Дата присвоения | Портрет | Фамилия, Имя Отчество              | Годы жизни | Род деятельности на момент присвоения звания | Обоснование для присвоения |
| --------------- | ------- | ---------------------------------- | ---------- | --- | --- |
| 08.10.1972      |         | Коровников, Иван Терентьевич       | 1902—1976  | Генерал-полковник в отставке (бывший командующий войсками 59 армии) | за участие в освободительных боях на новгородской земле и воспитание молодежи города в духе патриотизма |
| 29.12.1977      |         | Лебедев, Пётр Семёнович            | 1903—1978  | Генерал-майор в отставке (бывший член Военного Совета 59 армии) | за заслуги при освобождении города Новгорода от немецко-фашистских захватчиков и активную деятельность по военно-патриотическому воспитанию молодежи                                                                                                |
| 28.09.1978      |         | Абрамова, Ираида Алексеевна        | 1924—1994  | Бригадир маляров строительного управления № 227 треста № 48 «Новгородстрой» | за большие заслуги перед новгородцами, многолетний добросовестный труд по восстановлению и развитию города |
| 28.09.1978      |         | Иванов, Николай Константинович     | 1934—2013  | Бригадир плотников строительного управления № 228 треста № 48 «Новгородстрой» | за большие заслуги перед новгородцами, многолетний добросовестный труд по восстановлению и развитию города |
| 05.07.1980      |         | Платицин, Владимир Васильевич      | 1919—1994  | Пенсионер (участник освобождения г. Новгорода от немецко-фашистских захватчиков) | за мужество и героизм, проявленные при освобождении города Новгорода от фашистских захватчиков, активную военно-патриотическую работу среди трудящихся города                                                                                       |
| 11.12.1980      |         | Кондратьев, Николай Яковлевич      | 1910—1989  | Генерал-майор авиации в отставке | за активное участие в боевых действиях на Новгородской земле и большую военно-патриотическую работу с молодежью города Новгорода |
| 11.12.1980      |         | Селезнёв, Борис Степанович         | 1937—2019  | Наладчик станков ПО «Волна» | за многолетний добросовестный труд, высокие достижения в труде |
| 25.11.1983      |         | Александрова, Людмила Фабияновна   | 1921—1994  | Главный врач родильного дома № 1 г. Новгорода | за многолетний добросовестный труд, большой вклад в развитие здравоохранения города |
| 25.11.1983      |         | Каберов, Игорь Александрович       | 1917—1995  | Начальник авиаспортивного клуба ДОСААФ | за боевые заслуги в Великой Отечественной войне, большой личный вклад в дело воспитания молодежи |
| 25.11.1983      |         | Новиков, Владимир Николаевич       | 1907—2000  | Председатель Новгородской секции историко-литературного объединения ветеранов партии при институте марксизма-ленинизма при ЦК КПСС | за большой вклад в становление и развитие промышленности г. Новгорода |
| 25.11.1983      |         | Сергунин, Иван Иванович            | 1916—1998  | Председатель областного комитета защиты мира | за участие в партизанском движении на новгородской земле в годы Великой Отечественной войны, большой вклад в восстановление и развитие г. Новгорода                                                                                                 |
| 25.11.1983      |         | Хватов, Николай Васильевич         | 1937—2002  | Бригадир плотников строительного управления № 265 треста № 43 «Новгородстрой» | за многолетний добросовестный труд, большой вклад в строительство водопровода для г. Новгорода и многих объектов коммунального хозяйства города |
| 25.11.1983      |         | Янин, Валентин Лаврентьевич        | 1929—2020  | Член-корреспондент Академии Наук СССР, профессор МГУ, руководитель Новгородской археологической экспедиции института археологии Академии наук | за большой вклад в дело сохранения исторического облика и культурного наследия г. Новгорода |
| 27.06.1985      |         | Журавлёв, Иван Петрович            | 1905—1989  | Генерал-лейтенант авиации в отставке | за участие в боевых действиях на Новгородской земле и освобождение г. Новгорода |
| 17.12.1987      |         | Шуляк, Любовь Митрофановна         | 1896—1996  | Пенсионер (бывший старший архитектор реставрационных мастерских) | за активное участие в послевоенном восстановлении нашего древнего города |
| 13.04.1989      |         | Глонти, Давид Амиранович           | 1929—1995  | Заместитель управляющего треста № 48 «Новгородстрой» | за большой вклад в строительство и развитие города Новгорода, добросовестную и многолетнюю общественную деятельность |
| 13.05.1992      |         | Варухин, Николай Геннадьевич       | 1940       | Капитан — директор клуба юных моряков | за большой вклад в дело образования молодого поколения |
| 13.05.1992      |         | Греков, Александр Петрович         | 1910—2000  | Художник-реставратор | за активное участие в восстановлении архитектурных памятников древнего Новгорода, древнерусской монументальной живописи |
| 13.05.1992      |         | Грекова, Валентина Борисовна       | 1931—2019  | Художник-реставратор | за активное участие в восстановлении архитектурных памятников древнего Новгорода, древнерусской монументальной живописи |
| 18.01.1994      |         | Пустовойтов, Семён Иванович        | 1921—1995  | Художник | за участие в освободительных боях на новгородской земле, большой личный вклад в культурно-историческое наследие г. Новгорода |
| 18.01.1994      |         | Тейс, Николай Георгиевич           | 1913—2003  | Пенсионер (бывший заместитель директора Новгородского производственного объединения «Азот» им. 50-летия Великого Октября) | за большой вклад в восстановление послевоенного Новгорода, строительство промышленных предприятий и жилых массивов в Западном районе города |
| 31.03.1994      |         | Поляков, Юрий Андреевич            | 1929—2001  | Доцент Новгородского политехнического института | за активное участие в становлении и развитии Новгородского политехнического института, большой вклад в дело подготовки молодых специалистов, совершенствование преподавательской работы и системы образования города                                |
| 29.12.1994      |         | Слуцкер, Исаак Иосифович           | 1927—2017  | Президент АООТ «Новгородские лесопромышленники» | за большой личный вклад в социально-экономическое развитите г. Новгорода |
| 18.01.1995      |         | Алексий II                         | 1929—2008  | Святейший Патриарх Московский и всея Руси | за заслуги Святейшего Патриарха перед Новгородом |
| 21.02.1995      |         | Волков, Петр Васильевич            | 1931       | Доцент кафедры физики Новгородского государственного университета | за многолетний добросовестный труд, большой личный вклад в дело образования молодого поколения города Новгорода, успехи в подготовке педагогических кадров для образовательных учреждений города                                                    |
| 17.04.1995      |         | Красноречьев, Леонид Егорович      | 1929—2008  | Ведущий научный сотрудник архитектурно-этнографического музея «Витославлицы» | за большой личный вклад в реставрацию памятников г. Новгорода и создание музея «Витославлицы» |
| 29.11.1995      |         | Антонов, Николай Афанасьевич       | 1921—1996  | Пенсионер (участник Великой Отечественной войны, бывший первый секретарь Новгородского обкома КПСС) | за многолетнюю плодотворную работу и большой личный вклад в развитие города |
| 05.06.1996      |         | Гузеев, Александр Иванович         | 1933—2009  | Заведующий хирургическим отделением муниципального медицинского учреждения «Центральная городская клиническая больница» | за большой личный вклад в охрану здоровья населения города Новгорода |
| 05.06.1996      |         | Харитонова, Галина Митрофановна    | 1938       | Директор МП «Алые паруса» | за большой вклад в дело воспитания детей и подростков города по месту жительства и создание МП «Алые паруса» |
| 05.06.1996      |         | Щапин, Владимир Сергеевич          | 1922—2009  | пенсионер (бывший генеральный директор производственного мебельного объединения «Новгород») | за многолетнюю плодотворную работу, большой личный вклад в становление и развитие мебельного производства и активное участие в общественной жизни г. Новгорода                                                                                      |
| 19.05.1997      |         | Балашов, Дмитрий Михайлович        | 1927—2000  | Член Союза писателей Российской Федерации, заслуженный работник культуры Российской Федерации | за большой личный вклад в пропаганду исторического значения города, заслуги в литературной и общественной деятельности |
| 19.05.1997      |         | Овчинников, Александр Исаакович    | 1930—2000  | Собственный корреспондент ИТАР-ТАСС по Новгородской, Тверской и Псковской областям | за многолетний плодотворный журналистский труд, большой личный вклад в освещение политической, социально-экономической и культурной жизни города |
| 19.05.1997      |         | Петрова, Людмила Ивановна          | 1936—2017  | Руководитель творческого коллектива Новгородского государственного объединённого музея-заповедника | за большой личный вклад в изучение истории и культуры города, реставрацию его исторических и культурных памятников |
| 18.09.1997      |         | Филимоненко, Василий Александрович | 1922—2016  | Генерал-майор милиции в отставке, заместитель председателя комитета ветеранов войны и военной службы, член Президиума совета ветеранов УВД | за многолетний добросовестный труд, большой личный вклад в укрепление законности, защиту прав жителей города |
| 10.12.1997      |         | Кантор, Вячеслав Владимирович      | 1953       | Председатель Координационного Совета ОАО «Акрон» | за большой вклад в развитие и укрепление экономики, науки и культурного наследия древнего Новгорода, улучшение социально-бытовых условий жизни новгородцев                                                                                          |
| 28.05.1998      |         | Гормин, Владимир Владимирович      | 1923—2011  | Пенсионер (бывший заместитель генерального директора Новгородского государственного музея-заповедника) | за большой личный вклад в развитие, сохранение и пропаганду культурного наследия города |
| 28.05.1998      |         | Кукушкин, Александр Михайлович     | 1931—      | Пенсионер (бывший председатель Новгородского областного Совета профсоюзов) | за многолетний добросовестный труд, большой личный вклад в социально-экономическое развитие города |
| 28.05.1998      |         | Трофимова, Нина Юрьевна            | 1953       | Доцент кафедры физического воспитания академии сельского хозяйства и природных ресурсов НовГУ имени Ярослава Мудрого | за высокие спортивные результаты, большой личный вклад в развитие физической культуры и спорта в городе |
| 31.05.1999      |         | Морозов, Евгений Михайлович        | 1929—2021  | Заслуженный тренер СССР, тренер-преподаватель муниципального учреждения дополнительного образования детей «Специализированная детско-юношеская спортивная школа олимпийского резерва по гребле» | за большой вклад в развитие академической гребли и повышение престижа города на международном уровне |
| 08.06.2001      |         | Нестеров, Анатолий Александрович   | 1931—2021  | консультант правления ЗАО Компания «Новгородский завод ГАРО» | за многолетний плодотворный труд, большой личный вклад в становление и развитие предприятий радиоэлектронной промышленности в городе, осуществление социальных программ                                                                             |
| 28.12.2001      |         | Варава, Пётр Павлович              | 1942—2004  | Генеральный директор ЗАО «Строительное управление — 5» | за высокие достижения в трудовой деятельности, большой личный вклад в градостроительство, улучшение архитектурного облика и развитие социальной сферы Великого Новгорода                                                                            |
| 05.06.2003      |         | Сергеева, Фаина Ивановна           | 1942—2012  | Директор муниципального образовательного учреждения "Гимназия «Новоскул» | за высокие достижения в трудовой деятельности, большой личный вклад в воспитание достойных граждан Великого Новгорода |
| 03.06.2004      |         | Ким, Василий Ен-Дювич              | 1944       | Заведующий отделением общей хирургии государственного учреждения здравоохранения «Новгородская областная клиническая больница» | за большой личный вклад в развитие здравоохранения, внедрение современных методик лечения, эффективную работу по подготовке медицинских кадров, активное участие в общественной жизни города                                                        |
| 25.08.2004      |         | Лев (Церпицкий)                    | 1946       | Архиепископ Новгородский и Старорусский | за заслуги в возрождении духовно-нравственных ценностей, большой вклад в развитие религиозной и просветительской деятельности |
| 02.06.2005      |         | Купцова, Мария Павловна            | 1924—2016  | Председатель совета ветеранов ОАО «Новгородский завод стекловолокна» | за многолетний добросовестный труд, большой вклад в ветеранское движение и патриотическое воспитание подрастающего поколения |
| 25.06.2006      |         | Кузьмина, Нинель Николаевна        | 1937—2020  | Главный специалист — архитектор государственного учреждения культуры «Новгородское научно-реставрационное управление» | за большой вклад в сохранение всемирного культурного наследия и верность традициям Новгородской реставрационной школы |
| 24.05.2007      |         | Поветкин, Владимир Иванович        | 1943—2010  | Директор автономной некоммерческой организации "Центр культуры Поветкина В. И. «Музыкальные древности» | за выдающийся вклад в сохранение культурного наследия Великого Новгорода, возрождение уникальных музыкальных инструментов, пропаганду музыкальной культуры древней Руси, способствующих продвижению имиджа Великого Новгорода в России и за рубежом |
| 23.11.2007      |         | Малышев, Анатолий Павлович         | 1949       | Художественный руководитель и дирижёр муниципального учреждения культуры и искусства «Городской духовой оркестр» | за многолетний плодотворный труд, высокий профессионализм, большой вклад в развитие и пропаганду духовой музыки, активное участие в формировании культурной политики Великого Новгорода                                                             |
| 31.05 2010      |         | Кудряшов, Василий Порфирьевич      | 1922—2013  | Ветеран Великой Отечественной войны | за активное участие в ветеранском движении Великого Новгорода и большую работу по патриотическому воспитанию населения города |
| 31.05.2010      |         | Смирнов, Николай Никифорович       | 1924—2013  | Ветеран Великой Отечественной войны, член президиума областного совета ветеранов, председатель комиссии по вопросам памятных дат военной истории и увековечения памяти погибших защитников Отечества Новгородской областной общественной организации ветеранов (пенсионеров) войны, труда, Вооруженных Сил и правоохранительных органов | за активное участие в ветеранском движении Великого Новгорода и большую работу по патриотическому воспитанию населения города |
| 26.05.2011      |         | Андреев, Евгений Владимирович      | 1932       | Начальник Новгородского отделения некоммерческого партнёрства «Межрегиональное объединение строителей», председатель Совета мэров Великого Новгорода | за выдающийся вклад в развитие городского хозяйства и градостроительства Великого Новгорода |
| 26.05.2011      |         | Зализняк, Андрей Анатольевич       | 1935—2017  | Главный научный сотрудник Института славяноведения Российской академии наук | за выдающийся вклад в изучение истории и культуры Великого Новгорода |
| 30.05.2012      |         | Малякин, Анатолий Михайлович       | 1945       | Учитель химии муниципального автономного общеобразовательного учреждения «Средняя общеобразовательная школа № 26 с углубленным изучением химии и биологии» | за многолетний результативный, творческий труд, выдающиеся успехи в области образования |
| 25.04.2013      |         | Грузинцева, Нина Александровна     | 1934—2021  | Пенсионер (чемпионка Мира, трёхкратная чемпионка Европы, девятнадцатикратная чемпионка СССР по гребле на байдарках) | за высокие спортивные достижения и существенный вклад в развитие физической культуры и спорта в Великом Новгороде |
| 25.04.2013      |         | Шведчиков, Борис Николаевич        | 1937—2018  | Пенсионер | за существенный вклад в развитие городского хозяйства, укрепление производственного и научного потенциала Великого Новгорода |
| 29.05.2014      |         | Попов, Александр Петрович          | 1922       | Ветеран Великой Отечественной войны | за активное участие в ветеранском движении Великого Новгорода и большую работу по патриотическому воспитанию населения города |
| 28.05.2015      |         | Давыдов, Андрей Павлович           | 1932—2019  | Труженик тыла, ранее работавший бригадиром на производственном объединении «Планета», Герой Социалистического Труда | за значительный вклад в развитие промышленности города Новгорода и Новгородской области |
| 28.05.2015      |         | Смирнов, Виктор Григорьевич        | 1945       | Историк, писатель, краевед, кандидат исторических наук | за значительный вклад в изучение истории и культуры Великого Новгорода |
| 28.04.2016      |         | Моор, Иван Иванович                | 1938—2019  | Пенсионер, ветеран труда | за большой вклад в градостроительство и улучшение архитектурного облика Великого Новгорода |
| 31.05.2018      |         | Мухарев, Анатолий Александрович    | 1946       | Начальник филиала ОАО «Мостострой № 6» Мостоотряд № 75 | за выдающийся вклад в градостроительство и улучшение архитектурного облика Великого Новгорода |
| 30.05.2000      |         | Шульман, Изяслав Борисович         | 1929—2016  | главный врач муниципального медицинского учреждения «Станция скорой медицинской помощи» | за большой вклад в организацию и совершенствование службы скорой медицинской помощи Великого Новгорода, активную общественную работу |
| 24.05.2021      |         | Лихачева, Маргарита Васильевна     | 1956       | Заслуженный учитель Российской Федерации | за выдающийся вклад в образование жителей Великого Новгорода |